# 한스 아스퍼
한스 아스퍼(Hans Asper, 1499~1571년 3월 21일)는 스위스의 화가였다.

## 생애
그는 취리히에서 평생을 살았다. 아스퍼는 1526년이 되었을 때 즉 그가 시의회의 수석 목수인 루드윅 노글리의 딸과 결혼한 후에 알려지게되었고 그의 작품은 1531년으로 거슬러 올라간다.
그는 다양한 스타일로 그렸으며 특히 꽃과 과일에 대한 그의 연구로 유명하였다. 그의 그림 중 많은 부분이 사라졌다. 그의 초상화는 한스 홀바인의 작품에 대한 호감을 보여준다. 유명울 작품으로는 울리히 츠빙글리와 그의 딸인 Regula Gwalter의 초상화가 있으며, 취리히 공공 도서관 소유권을 가지고 있다. 콘라트 게스너의 Historia Animalium을 위한 삽화를 그렸다. 그는 명예 훈장을 받았지만 가난으로 사망했다. 11명의 자녀 중 Hans Rudolf Asper와 Rudolf Asper도 화가였다.

## 갤러리

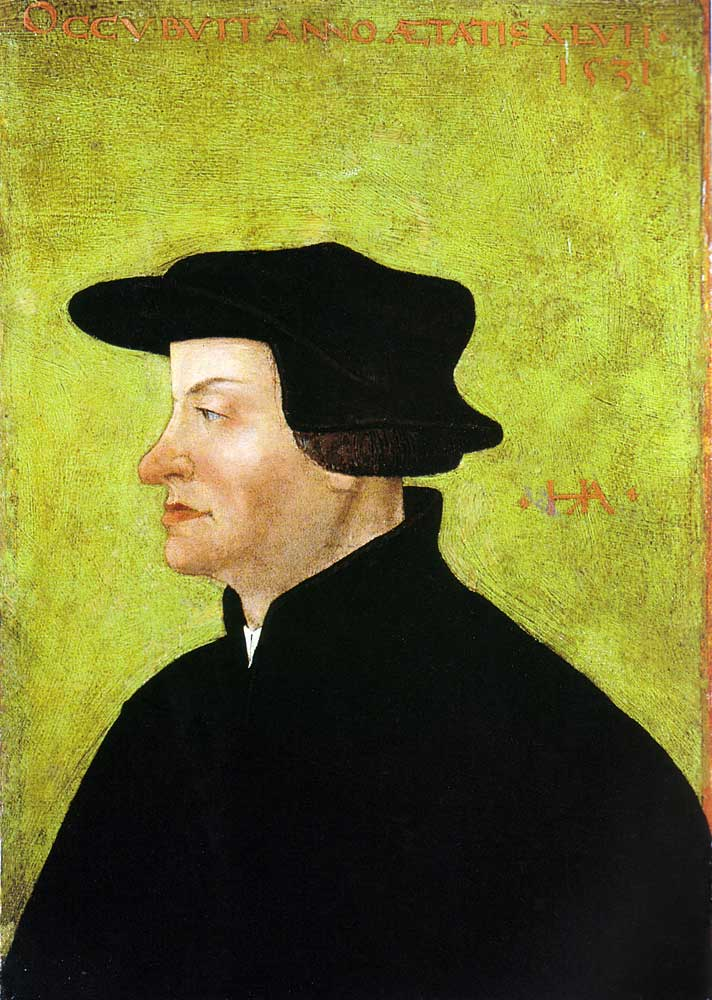
1531년 작품 츠빙글리
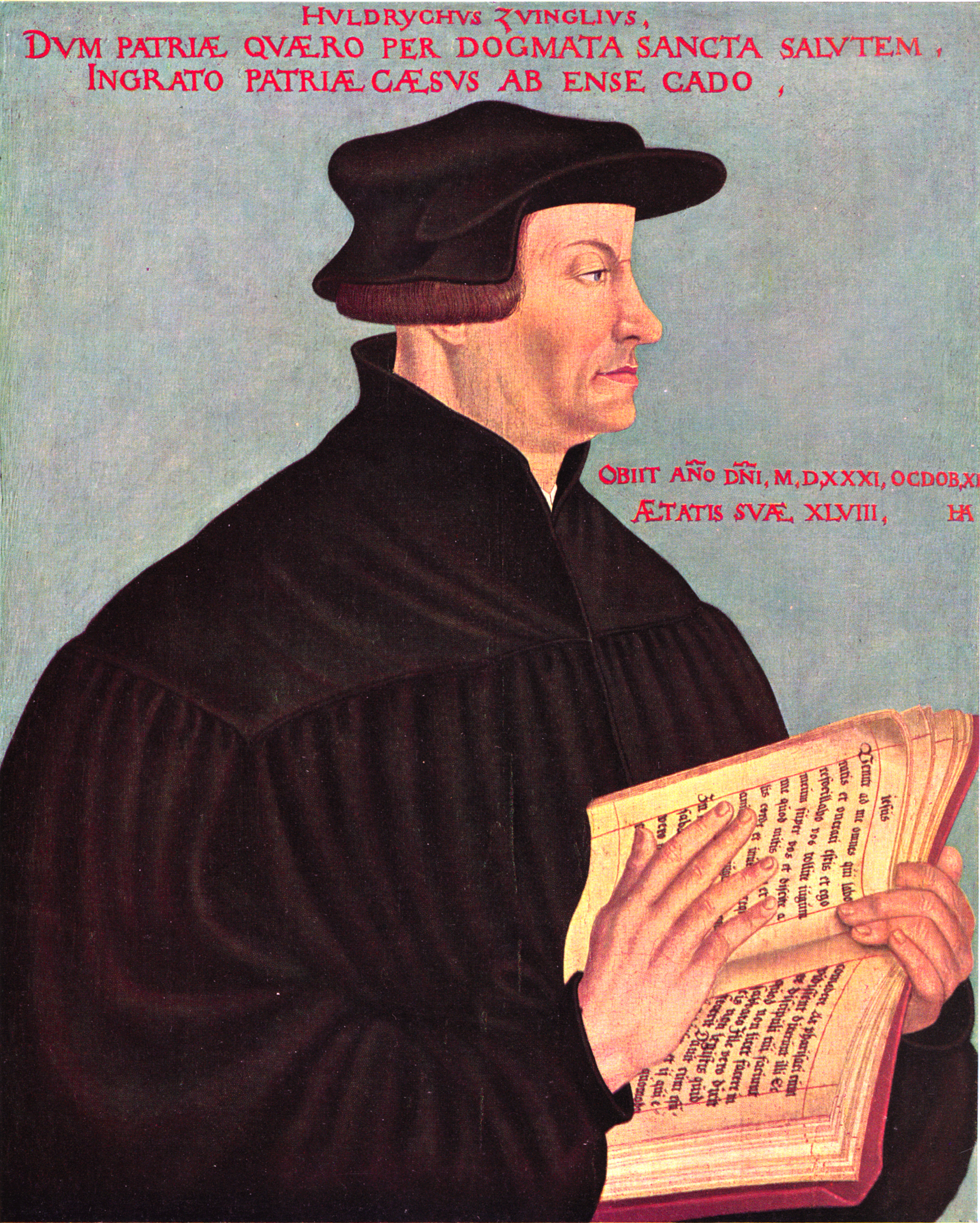
츠빙글리, 1549년 작
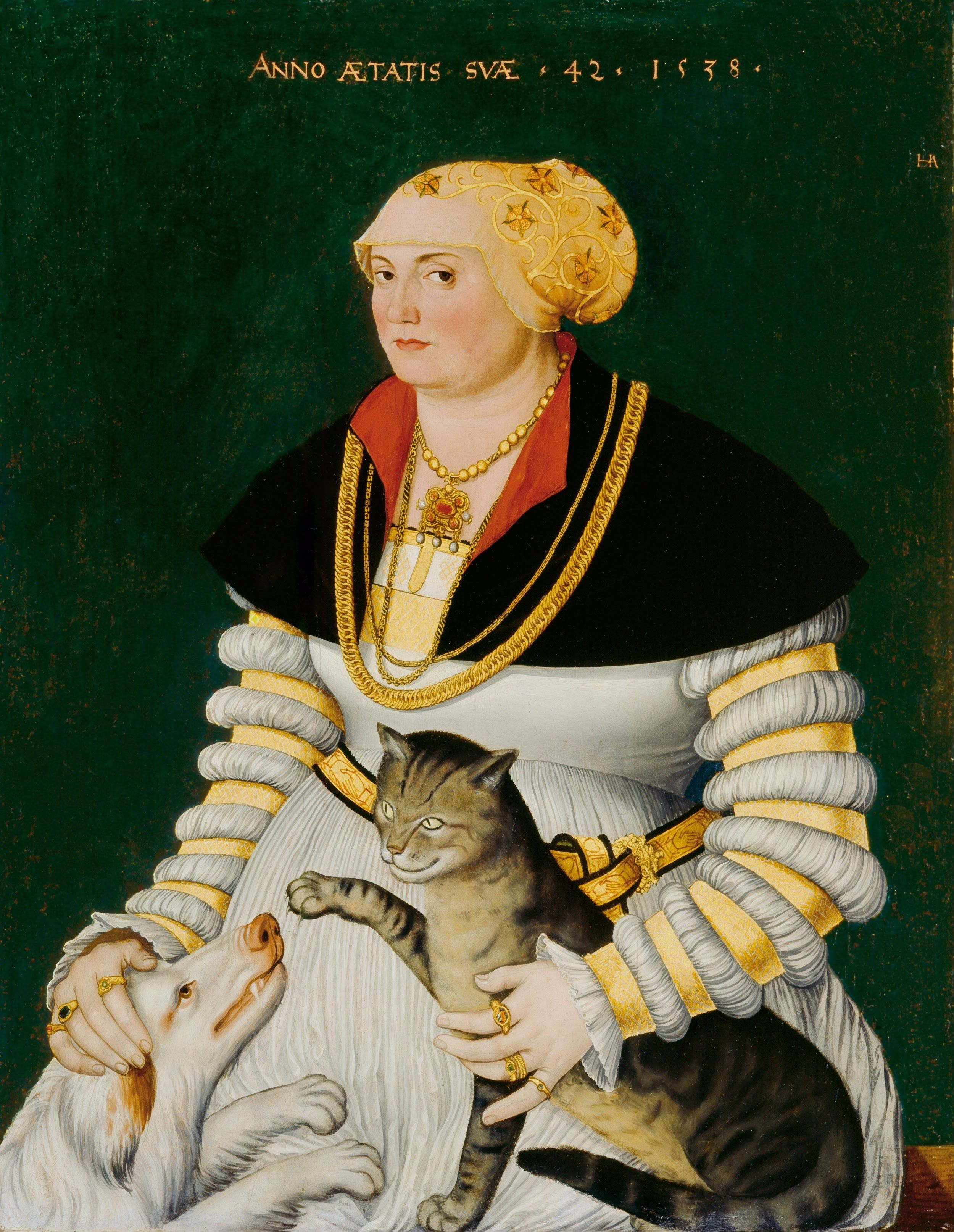
Cleophea Holzhalb, 1538
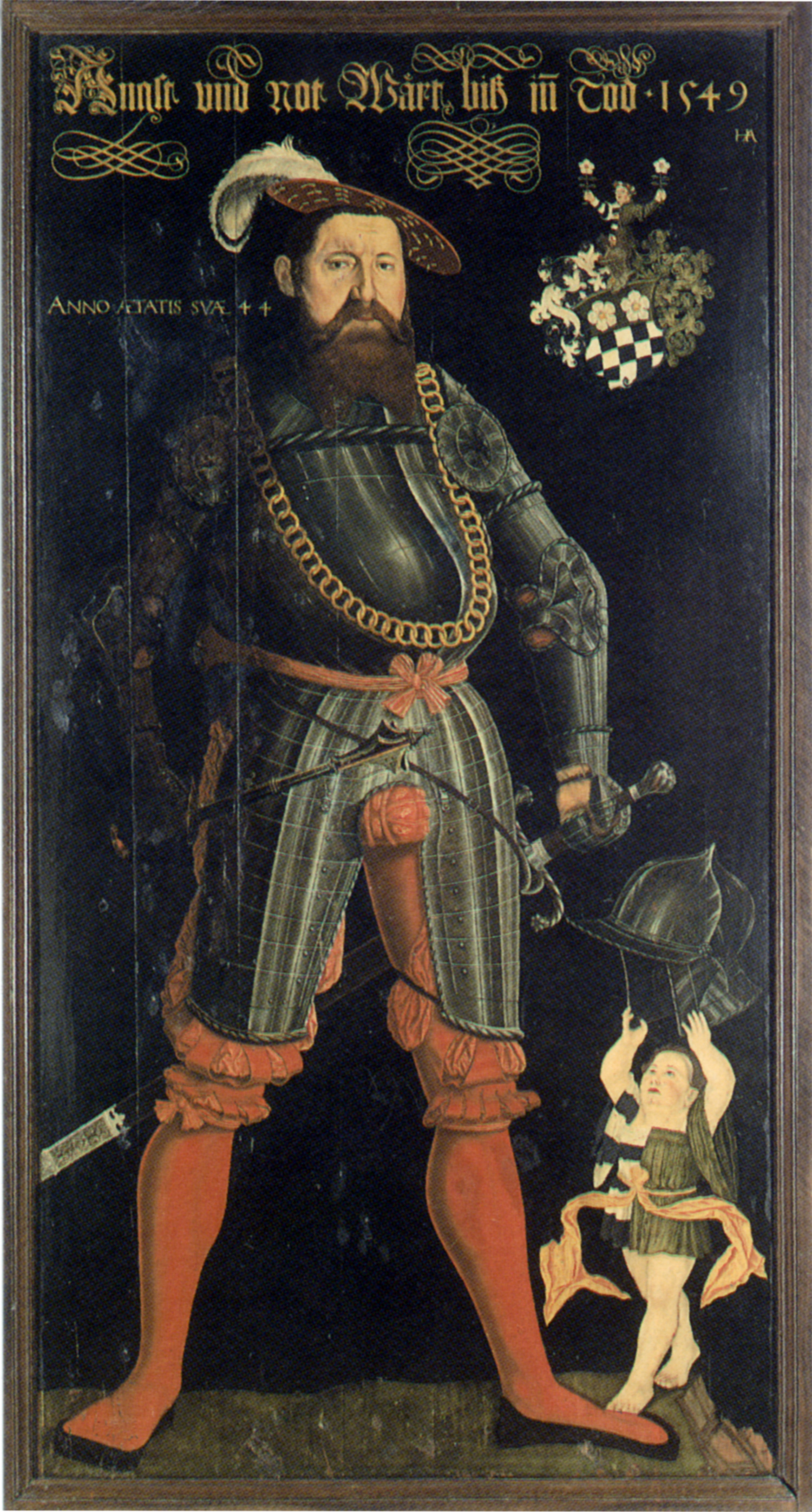
Wilhelm Frölich, 1549
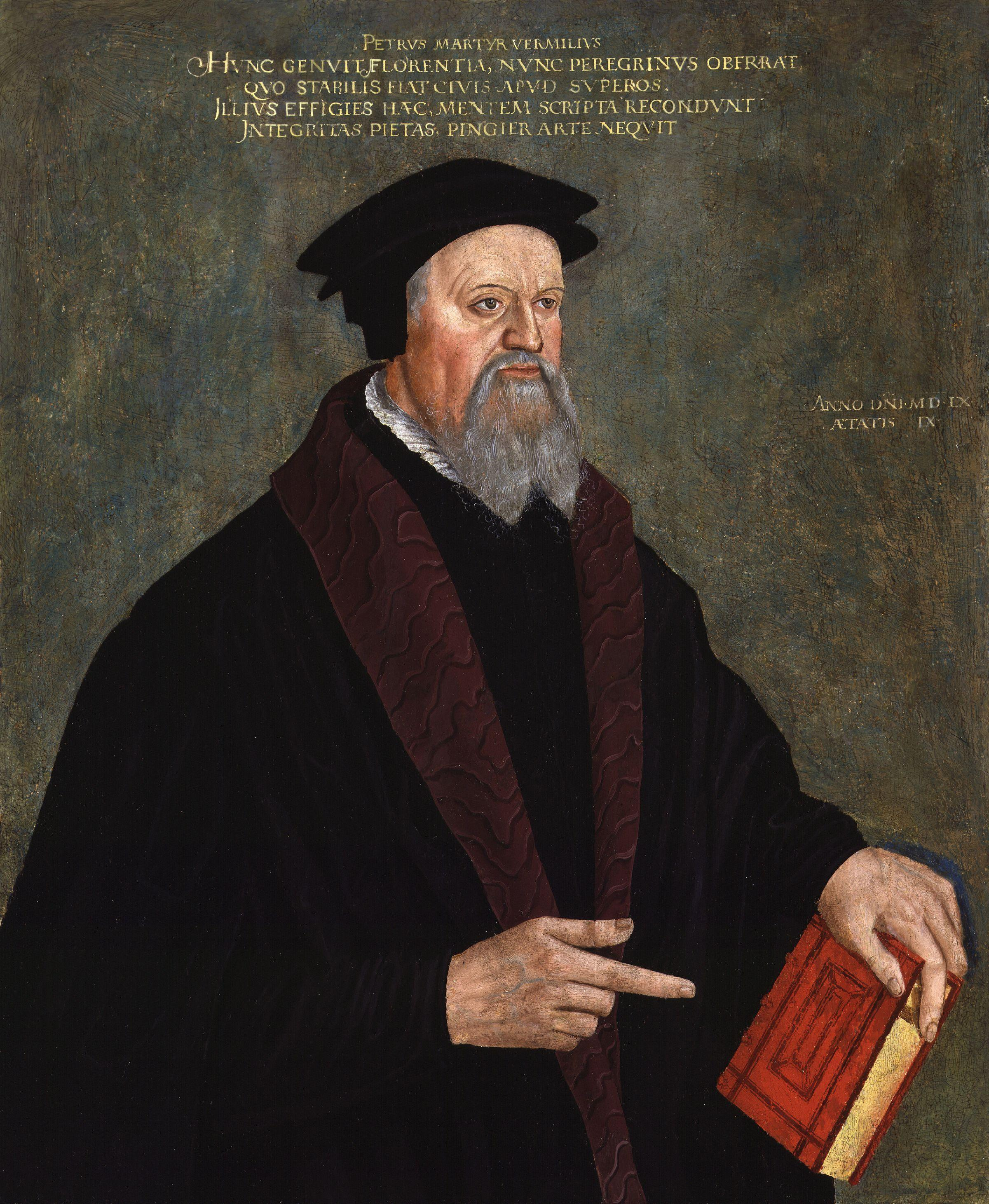
피터 버미글리, 1560
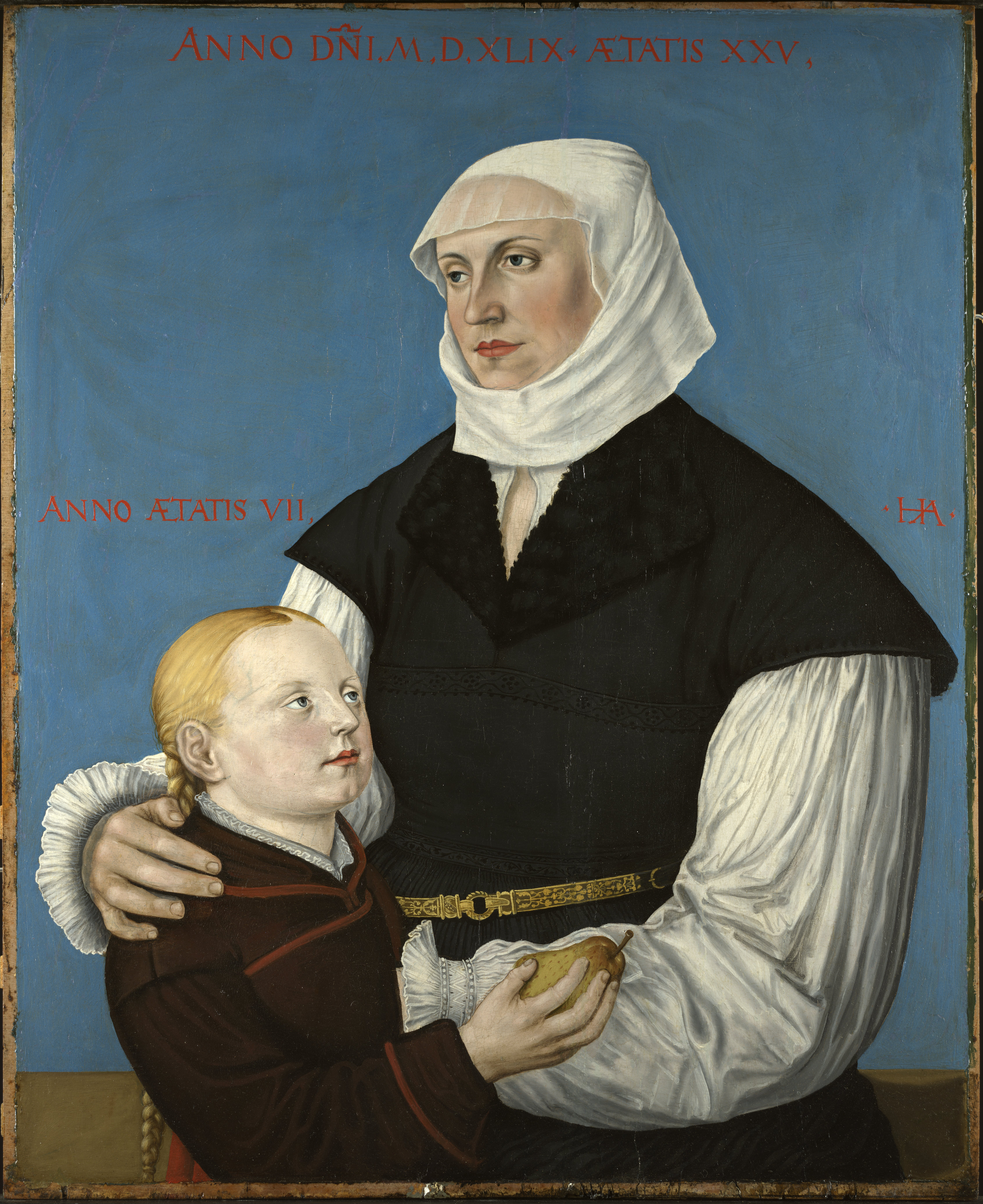
Regula Gwalther Zwingli 및 Anna Gwalther